# Чемпіонат Швейцарії з хокею 2012
Чемпіонат Швейцарії з хокею 2012 — 101-й чемпіонат Швейцарії з хокею (Національна ліга А). Чемпіоном став ЦСК Лайонс (7 титул).

## Регламент
За регламентом чемпіонату клуби грали між собою по 4 матчі. На другому етапі клуби ділились на регіональні групи та ще грали в два кола. На третьому етапі — вісімка найкращих клубів в плей-оф розіграли звання чемпіону Швейцарії.
Четвірка найгірших команд у втішному раунді визначили команду, яка зіграє перехідні матчі проти чемпіона НЛБ.

## Кваліфікація

### Підсумкова таблиця
| М   | Команда                  | І  | В  | ВО | ПО | П  | Шайби   | О  |
| --- | ------------------------ | -- | -- | -- | -- | -- | ------- | -- |
| 1.  | «Цуг»                    | 50 | 24 | 8  | 10 | 8  | 173:131 | 98 |
| 2.  | «Давос»                  | 50 | 27 | 7  | 3  | 13 | 155:117 | 98 |
| 3.  | «Фрібур-Готтерон»        | 50 | 26 | 6  | 4  | 14 | 156:120 | 94 |
| 4.  | «Клотен Флаєрс»          | 50 | 27 | 2  | 6  | 15 | 158:117 | 91 |
| 5.  | СК «Берн»                | 50 | 23 | 6  | 6  | 15 | 153:130 | 87 |
| 6.  | ХК «Лугано»              | 50 | 21 | 5  | 6  | 18 | 152:150 | 79 |
| 7.  | ЦСК Лайонс               | 50 | 19 | 8  | 4  | 19 | 136:129 | 77 |
| 8.  | ХК «Біль»                | 50 | 19 | 4  | 3  | 24 | 114:128 | 68 |
| 9.  | «Серветт-Женева»         | 50 | 16 | 5  | 9  | 20 | 117:126 | 67 |
| 10. | Лангнау Тайгерс          | 50 | 13 | 5  | 3  | 29 | 124:166 | 52 |
| 11. | Амбрі-Піотта             | 50 | 10 | 6  | 7  | 27 | 102:153 | 49 |
| 12. | Рапперсвіль-Йона Лейкерс | 50 | 12 | 1  | 2  | 35 | 99:172  | 40 |

### Найкращі бомбардири (кваліфікація)
| М   | Гравець          | Клуб            | Г  | П  | О  |
| --- | ---------------- | --------------- | -- | -- | -- |
| 1.  | Дамьєн Бруннер   | Цуг             | 24 | 36 | 60 |
| 2.  | Жюльен Шпрунгер  | Фрібур-Готтерон | 27 | 24 | 51 |
| 3.  | Ярослав Беднар   | Лугано          | 16 | 34 | 50 |
| 4.  | Петр Сикора      | Давос           | 21 | 28 | 49 |
| 5.  | Джефф Тамбелліні | ЦСК Лайонс      | 23 | 22 | 45 |
| 6.  | Сімон Гамаш      | Фрібур-Готтерон | 20 | 25 | 45 |
| 7.  | Томмі Сантала    | Клотен          | 9  | 35 | 44 |
| 8.  | Байрон Річі      | Берн            | 22 | 21 | 43 |
| 9.  | Бенджамін Плюсс  | Фрібур-Готтерон | 15 | 27 | 42 |
| 10. | Куртіс Маклін    | Лангнау         | 14 | 28 | 42 |

## Плей-оф

### Чвертьфінали
- «Цуг» — ХК «Біль» 4:1 (3:1, 4:1, 5:4 ОТ, 3:4, 5:2)
- ЦСК Лайонс — «Давос» 4:0 (4:2, 6:1, 2:1, 1:0)
- «Фрібур-Готтерон» — ХК «Лугано» 4:2 (2:3, 4:2, 2:4, 2:0, 6:2, 5:4 ОТ)
- СК «Берн» — «Клотен Флаєрс» 4:1 (3:2, 6:3, 0:3, 4:1, 3:2)

### Півфінали
- ЦСК Лайонс — «Цуг» 4:0 (7:1, 2:1, 3:2 ОТ, 5:1)
- СК «Берн» — «Фрібур-Готтерон» 4:1 (4:2, 3:2 Б, 6:1, 1:2 Б, 3:0)

### Фінал
- ЦСК Лайонс — СК «Берн» 4:3 (2:4, 2:1, 0:3, 0:2, 2:1 ОТ, 6:3, 2:1)

### Найкращі бомбардири (плей-оф)
| М  | Гравець          | Клуб       | Г | П  | О  |
| -- | ---------------- | ---------- | - | -- | -- |
| 1. | Жан-П'єр Дюмон   | Берн       | 6 | 8  | 14 |
| 2. | Андрес Амбюхл    | ЦСК Лайонс | 5 | 9  | 14 |
| 3. | Дамьєн Бруннер   | Цуг        | 3 | 11 | 14 |
| 4. | Байрон Річі      | Берн       | 2 | 12 | 14 |
| 5. | Тібо Монне       | ЦСК Лайонс | 5 | 8  | 13 |
| 6. | Глен Метрополіт  | Цуг        | 5 | 7  | 12 |
| 7. | Джефф Тамбелліні | ЦСК Лайонс | 4 | 8  | 12 |
| 8. | Патрік Бертші    | ЦСК Лайонс | 9 | 2  | 11 |

## Чемпіонський склад ЦСК Лайонс
- Воротарі: Лукас Флюелер, Арі Суландер
- Захисники: Філ Балтісбергер, Северен Блінденбахер, Патрік Герінг, Джон Гоббі, Стів Маккарті, Даніель Шнідер, Матіас Зегер, Андрі Стоффель
- Нападники: Андрес Амбюль, Кріс Балтісбергер, Марк Бастль, Патрік Бертші, Сіріл Бюлер, Лука Кунті, Блейн Даун, Роналдс Кєниньш, Юрай Колник, Тібо Монне, Доменік Піттіс, Рето Шеппі, Патрік Шоммер, Джефф Тамбелліні, Томас Ціглер
- Тренери: головний - Боб Гартлі, помічник - Жак Клут'є

## Плей-оф (втішний раунд)

### 1 раунд
- Рапперсвіль-Йона Лейкерс — «Серветт-Женева» 4:1 (3:2, 5:3, 3:4, 2:1, 5:2)
- Лангнау Тайгерс — Амбрі-Піотта 4:0 (4:3 Б, 3:1, 4:3 Б, 4:1)

### 2 раунд
- «Серветт-Женева» — Амбрі-Піотта 4:0 (6:3, 3:2 ОТ, 4:0, 3:2 Б)

### Перехідні матчі с чемпіоном НЛБ
- Амбрі-Піотта — «Лангенталь» 4:1 (3:1, 3:0, 1:3, 3:1, 3:0)